# 首長寶佳
首長寶佳集團有限公司，簡稱首長寶佳集團，以及首長寶佳（英語：Shougang Concord Century Holdings Limited，港交所：0103），是在1995年1月19日，由寶佳集團有限公司更名而來，現時由首鋼集團、長江實業的李嘉誠，以及貝卡爾特為首股東。
現時業務製造子午線輪胎用鋼簾線、以及銅及黃銅材料之銷售、加工及貿易，廠房位於浙江嘉興市，總部位於香港灣仔告士打道51-57號東亞銀行港灣中心5樓。董事長為李少峰，總裁為楊開宇。

## 連結
- ShougangCentury.com.hk （页面存档备份，存于）